# 巴萊克海岸

巴萊克海岸（英語：Black Coast）是南極洲的海岸，位於帕爾默地的南極半島東岸，處於博格斯角和麥金托什角之間，在1940年12月30日由美國探險隊發現和繪入空中照片。
71°45′S 62°0′W / 71.750°S 62.000°W